# Горбы (Тернопольская область)
Горбы (укр. Горби) — село в Козовской поселковой общине Тернопольского района Тернопольской области Украины.
До 2020 года входило в Козовский район.
Код КОАТУУ — 6123082407. Население по переписи 2001 года составляло 121 человек.

## Географическое положение
Село Горбы находится на левом берегу реки Стрыпа,
выше по течению на реке сделана большая запруда (озеро Плотыча),
ниже по течению на расстоянии в 2 км расположено село Млинцы,
на противоположном берегу — село Плотыча.
Рядом проходит автомобильная дорога М-12 (E 50).